# Bobo Jacco
Pour plus de détails, voir Fiche technique et Distribution.
Bobo Jacco est un film franco-belge réalisé par Walter Bal et sorti en 1979.

## Synopsis
Dans un quartier populaire d'une ville du Nord de la France, Jacques, dit « Jacco », et son inséparable copain Frédéric, dit « Freddie », des oisifs d'environ 25 ans, vivent en parasites dans leurs familles. Ils passent leur temps à faire des virées, de mauvaises blagues, et traînent leurs savates dans le bistrot de Magda, quadragénaire et maîtresse de Jacco. Celle-ci, généreuse et bonne fille, les dépanne souvent financièrement. Mais les ennuis vont remplir les journées jusqu'alors désœuvrées des deux copains quand Jacco, après avoir séduit une femme d'une quarantaine d'années, la délaisse pour filer le parfait amour avec sa fille Lise. Blessée et humiliée, la mère use de tous les stratagèmes pour briser la liaison des jeunes gens. Anéanti par sa rupture avec Lise et par la disparition brutale de Freddie qui s'est suicidé, Jacco trouve le réconfort dans les bras de la bienveillante Magda.

## Fiche technique
- Titre original : Bobo Jacco
- Titre canadien anglophone : Jacko and Lise
- Réalisation : Walter Bal
- Scénario : Walter Bal
- Dialogues : Walter Bal
- Costumes : Renée Renard
- Photographie : Pascal Gennesseaux
- Son : Alain Curvelier
- Montage : Michel Lewin
- Musique : Bernard Liamis, Jacques Revaux, Nicole Torgemen
- Producteurs : Max Bertgui, Jacques Dorfmann, Laurent Meyniel, Norbert Saada
- Sociétés de production[1] : Belga Films (Belgique), SODEP (Belgique), AMS Productions (France), Belstar Productions (France), Cathala productions (France), Les Films de la Tour (France), Pacific Films (Tahiti, Polynésie française)
- Sociétés de distribution : Tamasa Distribution (France)[1],[2],  LCJ Éditions et Productions (vente à l'exportation)[3]
- Pays d'origine :  Belgique,  France
- Langue originale : français
- Format : couleur (Fujicolor) — 35 mm — 1.66:1 — monophonique
- Genre : drame
- Durée : 90 minutes
- Date de sortie :  7 novembre 1979
- Classification et visa CNC : mention « interdit au –12 ans », visa d'exploitation no 50848 délivré le 25 septembre 1979
- Affiche : René Ferracci (France)

## Distribution
- Laurent Malet : Jacques dit « Jacco »
- Annie Girardot : Magda
- Michel Montanary : Frédéric dit « Freddie »
- Évelyne Bouix : Lise
- Françoise Arnoul : la mère de Lise
- Jean-Claude Brialy : Guillaume
- Jean Franval : le grand-père de Lise
- Michel Berto : le chef de service
- Francisca Barsin : la mère de Freddie
- Arlette Biernaux : la grand-mère de Lise
- Nicole Torgemen : Malabar, chanteuse piano

## Production

### Tournage
- Période prises de vue : 17 avril au 22 mai 1979[1].
- Extérieurs : département du Nord.

### Chansons

#### Chanson non incluse dans le 45 tours
Mais à chaque fois, musique de Nicole Torgemen, interprétée par Annie Girardot et Nicole Torgemen dans le bar de Magda (éditions Art Music France).